# 京菓子を遊ぶ
『京菓子を遊ぶ』（きょうがしをあそぶ）は、NHK教育テレビの『知るを楽しむ』のシリーズで2005年11月に放送され、その後、テーマごとに15分番組として再編集されNHK衛星第2テレビジョン→NHK BSプレミアムで不定期に放送されている「京菓子」と「遊ぶ」をテーマにした番組である。

## 出演者
- 山口富蔵
- 光浦靖子（聞き手）
- 添田尚子（ナレーション）

## 知るを楽しむ
『知るを楽しむ』のシリーズでは、2005年11月の毎週水曜日 22:25 - 22:50に「知るを楽しむ なんでも好奇心 京菓子を遊ぶ」のタイトルで放送された。

## 京菓子を遊ぶ
『知るを楽しむ』のシリーズを以下のテーマごとに15分の番組として再編集した番組である。
- 歴史を遊ぶ
- 暮らしを遊ぶ
- 季節を遊ぶ
- もてなしを遊ぶ